# Accerchiati
Accerchiati (Hostile Intent) è un film del 1997 diretto da Jonathan Heap.

## Trama
Un gruppo di scienziati, dopo aver progettato e sviluppato un nuovo software in grado di resistere a qualsiasi attacco informatico, decide di prendersi un fine settimana di riposo e svago, recandosi in una foresta per una partita di softair a vernice rossa. Il gruppo viene però presto attaccato ed accerchiato nei boschi da una squadra di mercenari equipaggiati con armi da fuoco vere, disposti a tutto per ottenere il progetto del software appena inventato.